# زنده خواهم ماند
«زنده خواهم ماند» (به انگلیسی: I Will Survive) نام ترانه‌ای از خوانندهٔ آمریکایی گلوریا گینور است. این ترانه اولین بار در اکتبر ۱۹۷۸ توسط او اجرا شد و پس از آن توسط خواننده‌های مختلف بازخوانی شده‌است.
«زنده خواهم ماند» پس از انتشارش تبدیل به یکی از پرتقاضاترین ترانه‌ها در کلاب‌ها و ایستگاه‌های رادیویی شد و در سال ۱۹۷۹ به جایگاه اول ۱۰۰ آهنگ داغ بیلبورد رسید. این ترانه که فروشی بیش از ۱۴ میلیون نسخه داشته، از سوی مجلهٔ رولینگ استون به عنوان یکی از برترین ترانه‌های دیسکوی همهٔ زمان‌ها انتخاب شده‌است. در سال ۲۰۱۶ کتابخانهٔ کنگرهٔ آمریکا اعلام کرد این قطعه در کنار دیگر آثاری که برای جامعهٔ آمریکا اهمیت فرهنگی، هنری یا تاریخی دارند در فهرست ملی ضبط اصوات ایالات متحدهٔ آمریکا ثبت شده‌است.

## محتوا و تأثیر اجتماعی
فردی پرن و دینو فراکیس «زنده خواهم ماند» را به عنوان یک منبع الهام برای غلبه بر موانع شخصی‌شان نوشتند. به گفتهٔ فراکیس او پس از آن‌که از موتاون اخراج شد، اشعاری را برای انگیزه‌بخشی به خود و تقویت ایدهٔ تبدیل‌شدن به یک ترانه‌سرای تمام‌وقت نوشت. گینور هم در آن زمان با چالش‌های خاص خودش روبرو بود: بعد از اینکه تلاشش برای همکاری با کمپانی پالیدور ناکام ماند، حین اجرا از روی سِن سقوط کرد و از کمر به پایین فلج شد. او تحت عمل جراحی ستون فقرات قرار گرفت و برای سه ماه در بیمارستان بستری شد. در زمان فیلم‌برداری ویدئوی «زنده خواهم ماند» او هنوز از قوزبند طبی محافظ ستون فقرات استفاده می‌کرد.
این ترانه تأثیر ویژه‌ای بر جامعهٔ ال‌جی‌بی‌تی داشته‌است. این بیشتر به عدم پذیرش افراد دگرباش جنسی در جامعه، به‌خصوص در زمان انتشار این آهنگ مربوط می‌شود و پیام «مبارزه و پایداری برای ماندگاری» در متن ترانه، که کاملاً با خواسته‌های اجتماعی کوئیرها مطابقت داشت. این پیام و جملهٔ «زنده خواهم ماند» پس از همه‌گیری ایدز در دههٔ ۱۹۸۰ معنای عمیق‌تری پیدا کرد.

## نسخه‌های رسمی
- «زنده خواهم ماند» (نسخهٔ تک‌آهنگ ۱۹۷۸) - ۳:۱۵
- «زنده خواهم ماند» (نسخه آلبوم ۱۹۷۸) - ۸:۰۱
- «زنده خواهم ماند» (۱۹۹۳ فیل کلسی کلسیکس میکس ۱۲") - ۷:۵۲
- «زنده خواهم ماند» (۱۹۹۳ فیل کلسی کلسیکس میکس ۷") -۳:۴۵
- «زنده خواهم ماند» (بازضبط ۲۰۰۹)